# Hippolyte Bernheim
Hippolyte Bernheim (Mulhouse, 17 aprile 1840 – Parigi, 2 febbraio 1919) è stato un medico e neurologo francese.

## Biografia
Fondatore della Scuola di Nancy, diede fondamentali contributi allo sviluppo degli studi sull'ipnosi, la suggestione e la psicoterapia dinamica.
Dopo gli studi di medicina a Strasburgo, diviene Professore di Medicina presso l'Università di Nancy.
Interessatosi fin dall'inizio della sua carriera di temi neurologici, in particolare delle isterie, nel 1882 conosce ed adotta la metodica ipnotica di Liébeault.
Negli anni successivi approfondisce notevolmente l'uso e le applicazioni dell'ipnotismo e della suggestione nella clinica delle isterie, arrivando a scrivere il classico testo De la suggestion hypnotique dans l'état de veille (1884).
La pubblicazione del volume rappresenta, nella storia della psicoterapia dinamica, la tappa fondamentale della nascita della Scuola di Nancy e l'inizio della nota querelle con la coeva Scuola della Salpètriere di Parigi, il cui massimo esponente era Jean-Martin Charcot.
Bernheim definiva l'ipnosi come una sorta di “sonno” (o stato alterato di coscienza) prodotto dalla suggestione, che poteva anche avere implicazioni terapeutiche, con un fondamento più psicologico che neurologico. Charcot, al contrario, sosteneva che l'ipnosi fosse una condizione patologica molto differente dal sonno, che si poteva verificare solo in pazienti predisposti all'isteria, basata essenzialmente su processi neurologici e senza particolari usi terapeutici.
Bernheim progressivamente iniziò ad utilizzare sempre meno la metodica ipnotica, osservando come gli effetti che si ottenevano con l'ipnosi potevano essere ottenuti anche con forme di suggestione diretta durante lo stato vigile. Quello di suggestione vigile divenne il costrutto fondamentale della teoresi Bernheimiana, e nelle fasi avanzate della sua carriera affermò esplicitamente: "Les phénomènes de suggestion ne sont pas fonction d'un état magnétique (voir Mesmer), ni d'un état Hypnotique (voir Braid), ni d'un sommeil provoqué (voir Liébault)".
Il procedimento di suggestione vigile iniziò quindi ad essere chiamato da Bernheim "psicoterapia".
Le teorizzazioni di Bernheim influenzeranno in parte lo sviluppo delle prime fasi della psicoanalisi (Freud si recò per breve tempo a studiare da Bernheim nel corso del 1889).
Anche se le sue teorizzazioni sulla suggestione si dimostreranno comunque più corrette di quelle del "concorrente" Charcot, negli anni successivi gli approcci ipnotico-suggestivi e le metodiche abreattivo-catartiche conosceranno un forte declino in psicoterapia, dove invece si affermeranno progressivamente gli approcci psicoanalitici basati sull'indagine psichica, le teorie dello sviluppo psicosessuale e la tecnica delle libere associazioni.
Nominato prima Cavaliere e poi Ufficiale della Legion d'Onore per i suoi meriti scientifici e clinici, Bernheim insegnò Clinica Medica a Nancy fino al 1910; dopo il congedo si trasferì a Parigi, dove morì nel 1919, amareggiato dal silenzio nel quale erano cadute le sue teorie.